# Бекетовская (Вологодская область)
Бекетовская — деревня в Вожегодском районе Вологодской области. Административный центр Бекетовского сельского поселения и Бекетовского сельсовета.
Расстояние до районного центра Вожега по автодороге — 52 км. Ближайшие населённые пункты — Боярская, Гашково, Бор.
По переписи 2002 года население — 393 человека (187 мужчин, 206 женщин). Преобладающая национальность — русские (99 %).